# Rochester Institute of Technology (CDP, New York)
Rochester Institute of Technology est une census-designated place du comté de Monroe, dans l'État de New York, aux États-Unis. Il regroupe l'ensemble du campus du Rochester Institute of Technology. En 2020, elle compte une population de 7 322 habitants.